# صنایع کاغذ نیپون
صنایع کاغذ نیپون (به ژاپنی: 日本製紙グループ株式会社) شرکت صنعت کاغذ و خمیرکاغذ ژاپنی است، که در زمینه تولید کاغذ، مقوا، مواد شیمیایی و کاغذهای دیواری فعالیت می‌کند.
شرکت صنایع کاغذ نیپون در سال ۱۹۴۹ تأسیس شد و در سال ۲۰۱۲ به‌عنوان ششمین تولیدکننده بزرگ کاغذ در جهان شناخته شد.
دفتر مرکزی این شرکت در منطقه کاندا-سوروگادای، شهر چیودا، توکیو، ژاپن قرار دارد و بخشی از سهام آن در بازارهای بورس توکیو، بورس اوساکا و بورس ناگویا معامله می‌شود. نیپون لایف با ۲٫۹ درصد و مستر تراست بانک با ۱۰٫۶ درصد از سهام صنایع کاغذ نیپون، بزرگترین سهام‌داران آن به‌شمار می‌آیند.